# Joseph Barsabas
Pour les articles homonymes, voir Barsabas, Saint Joseph, Saint-Joseph et Joseph.
Ne doit pas être confondu avec Joseph Barnabas.
Joseph Barsabas ou Joseph Barsabbas, surnommé Justus ou « le Juste », est un personnage mentionné dans les Actes des Apôtres ainsi que dans un ensemble de sources chrétiennes. Il est de rang apostolique mais le tirage au sort lui a préféré Matthias lorsqu'il a fallu compléter le groupe des douze Apôtres après la mort de Judas (Actes 1.23). Il figure aussi dans les différentes listes des 70/72 disciples,.
À part cette mention, les sources sont muettes à son sujet et, à la différence de Paul de Tarse, il ne semble pas avoir développé une grande activité apostolique.

## Traditions
La tradition postapostolique en fait le premier évêque d'Éleuthéropolis (aujourd'hui dans le parc national Bet Guvrin-Maresha), où il serait mort ; la tradition syrienne le fait, pour sa part, mourir à Césarée.
Il existe également un Jude appelé Barsabas (Actes 15:22), donné comme frère de l'apôtre Jude dans La Légende dorée, que les traditions chrétiennes orientales présentent comme son frère ; l'International Standard Bible Encyclopedia (en) évoque elle aussi la possibilité qu'il s'agisse de deux frères. Le Martyrium Petri et Pauli, composé en Asie Mineure aux IIIes-IVes, en fait un fils de Cléophas, le premier disciple d'Emmaüs.
D'après La Légende dorée et l'International Standard Bible Encyclopedia, on a :
- Alphée
  - Jacques d'Alphée, apôtre
  - Simon le Cananéen, apôtre
  - Joseph Barsabas, disciple
  - Jude Barsabas, prophète ou Jude, apôtre

## Célébrations
Il est considéré comme un saint et comme l'un des fils de saint Joseph par les Églises orthodoxes, où son culte est solidement documenté : le Synaxaire de Constantinople identifie une commémoraison individuelle le 21 juillet et l'associe à une commémoraison collective qui regroupe tous les apôtres et tous les disciples, célébrée le 30 juin. Aujourd'hui, il est célébré le 30 octobre individuellement, et le 4 janvier avec les septante disciples. Les melkites et les coptes le célèbrent le 21 juillet et son culte, ainsi qu'en témoignent le martyrologe d'Adon et le Bréviaire romain, s'est étendu à l'Église catholique, qui le fête le 20 juillet.